# Storia amministrativa della Calabria
La storia amministrativa della Calabria è stata alquanto caratterizzata dalle differenze linguistiche e delle divisioni amministrative.

## Periodo romano
I romani conquistarono la regione in parte con guerre, in parte con trattati ed alleanze intorno al III secolo a.C., nel 237 Velleio Patercolo ricorda la deduzione di una prima colonia a Vibo Valentia, ma secondo diversi storici la deduzione di questa prima colonia non è da accettare ma è da considerare una confusione dello storico. Dopo la II guerra punica i Romani dedussero 2 colonie con 500 uomini a Crotone e Temesa nel 194a.C., una a Thurii nello stesso anno con il nome di Copia inviando 3000 fanti e 500 cavalieri, un'altra a Hipponion nel 192 a.C. che prese il nome di Vibo Valentia con 3700 fanti e 300 cavalieri. Nel 123a.C. con le riforme graccane verranno dedotte una colonia a Skylletion con il nome di Minervia Scolacium e una a Consentia, un altro probabile invio di coloni ci fu a Vibo secondo quanto emerge da un'epigrafe. Nell'89 a.C. le principali città del Bruttium divennero municipia. A partire da Augusto la Calabria faceva parte della Regio III Lucania et Brutium. Nel tardo impero venne istituito un governatore (corrector) che aveva sede a Rhegium (Reggio Calabria). La Regio III comprendeva tutta l'attuale Calabria, gran parte dell'odierna Basilicata e della provincia di Salerno meridionale. Nel 507 d.C. Scolacium (Catanzaro) fu sede del corrector di Lucania e Calabria ossia il governatore della Regio III così come ci ricorda Magno Aurelio Cassiodoro nelle "Varie": Sed non eo praeconiorum fine contenti Bruttiorum et Lucaniae tibi dedimus mores regendos. 

## Periodo bizantino
Verso il VI secolo i Bizantini divisero i territori meridionali in due aree:
1. Thema di Langobardia, con capitale Bari;
2. Thema di Sicilia, con capitale Siracusa.

Fondarono dunque il Ducato di Calabria (che nel X secolo dopo la perdita della Sicilia fu trasformato in thema) ponendone nel 909 a Reggio il capoluogo. Nel frattempo (nel corso dell'VIII secolo) Reggio assurge a sede episcopale del Ducato, e dunque "Metropoli dei possessi bizantini dell'Italia meridionale".
Nel 753 i Longobardi annettono alle proprie competenze diversi territori del nord della regione, mentre Reggio con buona parte della Calabria centro-meridionale restano sotto l'amministrazione di Bisanzio.
Verso l'inizio del IX secolo la Calabria bizantina comprendeva il territorio, che va da Reggio a Rossano; mentre la rimanente parte settentrionale faceva parte del ducato di Benevento, appartenente al regno longobardo d'Italia fin dalla fine del VI secolo, che si estendeva da Cosenza a Chieti; il territorio longobardo era diviso nei gastaldati di Cosenza, Cassano all'Ionio e Laino.
Successivamente i Bizantini conquistarono la restante parte della Calabria e parte del territorio dell'odierna Basilicata; quest'ultimo e parte della Calabria settentrionale (organizzato come turma del Mercurion) costituirono il thema di Lucania. 

## Periodo normanno, svevo, angioino e aragonese
Durante il periodo normanno, fu diffuso nella Calabria il sistema feudale, con la creazione di numerosi feudi e abbazie. L'anno 1061 sancisce che la Calabria è dei Normanni, suddivisa tra Roberto il Guiscardo, Duca di Calabria, e Ruggero, Conte di Calabria:
- Roberto con la conquista di Reggio, presa dopo un lungo assedio, si conferma "Duca di Calabria", stabilendo qui la "Sede del giustizierato di Calabria", dunque senza infeudare la città, contrariamente a quanto avveniva per le altre città calabresi;
- Ruggero è invece "Conte di Calabria", dunque vassallo del fratello Roberto, con sede in Mileto, la cui diocesi acquisì i vescovadi di Vibo e Taureana (oggi frazione di Palmi).

Per evitare futuri problemi bellici con i bizantini nella regione, nel 1081 Roberto attacca Costantinopoli ma vi trova la morte. Gli succede il figlio Ruggero Borsa al quale spetta l'amministrazione del Ducato.
In Calabria il potere era rimasto a Ruggero, divenuto Gran conte di Sicilia, che rese capitale Mileto.
Successivamente Ruggero II (che si narra sia nato a Mileto), già principe di Salerno, si reca a Reggio dove viene riconosciuto duca di Calabria e di Puglia, Conte di Sicilia con dominio su Amalfi e Gaeta, su parte di Napoli, su Taranto, Capua e Abruzzi.  Nel 1130 Ruggero II, che l'anno prima aveva unificato tutti i possedimenti nel Regno di Sicilia, viene incoronato Re di Sicilia a Palermo.
Nel 1147 la Calabria viene divisa in due Giustizierati entrambi dipendenti da un Maestro Giustiziere:
- Giustizierato di Val di Crati e Terra Giordana, con capoluogo Cosenza;
- Giustizierato di Calabria, con capoluogo Reggio.

Nel 1423 gli aragonesi dopo un iniziale vittoria sugli angioini, istituiscono un governatorato con capitale Monteleone, ma l'iniziativa è destinata all'insuccesso e gli aragonesi ripiegano.
Nel 1443 Alfonso il Magnanimo d'Aragona conquistando i territori degli Angioini  che assegnò il territorio di Reggio a Catanzaro, poiché Reggio aveva appoggiato il suo avversario Renato d'Angiò. Ma una ventina di anni dopo nel 1465 Ferrante d'Aragona riassegnò il titolo di capoluogo a Reggio.
Nel XVI secolo in Calabria fu confermata la divisione nelle due province di Calabria Citeriore (o Citra) e Calabria Ulteriore (o Ultra) governate inizialmente da un solo magistrato, poi dal 1582 le due province furono amministrate da due distinti governatori:
- uno a Cosenza per la Calabria Citeriore;
- uno inizialmente a Monteleone, a partire dal 13 novembre 1582[2] al 1593, poi a Catanzaro dal 1593 al 1806[3] per la Calabria Ulteriore.

La Regia Udienza della Calabria Ulteriore fu istituita a Reggio dopo vere e proprie suppliche al re Filippo II orientato a concederla a Catanzaro. Dopo il pagamento di 20.000 ducati e dopo avere accettato di pagare con le gabelle cittadine la mercede del Preside e degli altri membri, il re concesse l'istituto a Reggio nel 1584. Di fatto vi rimase solo per 11 anni, in quanto dopo varie incursioni Turche lungo la costa, si decise di trasferire la Regia Udienza dapprima a Seminara e dopo un anno circa istituirla definitivamente a Catanzaro nel 1594; a favore del trasferimento giocò un ruolo decisivo il viceré conte Miranda definendo la città tra le più ricche, potenti e inespugnabili del regno.
Il 6 aprile del 1606 il Consiglio Collaterale stabiliva che “la Regia Udienza non dovevasi più muovere da Cathanzario e che in perpetuum vi rimanesse.

## Periodo borbonico
Nell'epoca borbonica la divisione amministrativa del regno era in province (paragonabili alle attuali province), distretti (comprensori di grossi centri abitati) e università (paragonabili gli attuali comuni).
Il tentativo dei regnanti era di limitare il residuo potere feudale e il forte potere ecclesiastico a favore della potere statale rappresentato dal monarca, con un conseguente aumento della burocrazia.
Oltretutto i danni causati dal terremoto del 1783 scatenarono sconvolgimenti politici oltre che demografici, in questa ottica si inquadrano infatti:
- La redazione del Catasto onciario, voluta da Carlo di Borbone, una sorta di censimento del Regno di Napoli contenente la lista degli abitanti e dei loro censi.
- L'istituzione ad opera di Ferdinando IV della Cassa sacra per la provincia di Calabria Ultra, con sede a Catanzaro. Creata nel 1784 con l'obiettivo di confiscare parte dei beni ecclesiastici per la ricostruzione in seguito al disastroso terremoto del 5 febbraio 1783 che piegò le sorti di tutta la Calabria meridionale e soprattutto di Reggio che, rasa al suolo, dovette iniziare una lunga e lenta ripresa socio-economica.

L'istituzione della Cassa Sacra, ebbe però un effetto contrario a quello desiderato dal governo borbonico, aumentando le proprietà fondiarie dei nobili in grado di accaparrarsi le terre ecclesiastiche all'incanto.
Nella prima fase del periodo borbonico si mantenne la divisione amministrativa in Calabria Citeriore e Calabria Ulteriore, ma le province erano destinate a divenire tre.

## Periodo napoleonico
Nel periodo napoleonico e fino al successivo riordino furono effettuati dei cambiamenti amministrativi strategici.
L'aspetto più importante dal punto di vista amministrativo fu l'abolizione dei privilegi feudali.
Con la legge n. 132 del giorno 8 agosto 1806 vennero istituite realmente le province, importando la moderna amministrazione statale francese nel Regno di Napoli.
Dal 1806 al 1816 la Calabria Ulteriore (attuali province di Catanzaro, Crotone, Reggio Calabria e Vibo Valentia) ebbe per capoluogo Monteleone (oggi Vibo Valentia), dove aveva sede l'intendenza provinciale, e dove era situato il quartier generale delle truppe; Monteleone fu inoltre dichiarata capoluogo della Calabria Ultra, in cambio di ciò Catanzaro ottenne nel 1809 la Corte d'appello.

## La restaurazione e il riordino amministrativo
Terminata l'avventura napoleonica, con la restaurazione borbonica si procedette a un riordino amministrativo del Regno di Napoli: la legge n. 360 del 1º maggio 1816, in vigore dal 1º gennaio 1817, coinvolse anche la Calabria.
L'antica provincia di Calabria Ulteriore composta dei distretti di Monteleone (oggi Vibo Valentia), Catanzaro, Reggio e Gerace si sdoppiò: 	
- Reggio divenne capoluogo della nuova provincia di Calabria Ulteriore Prima o Calabria Reggina, costituita da tre distretti:

1. Reggio
2. Gerace
3. Palmi

- Catanzaro divenne capoluogo della nuova provincia di Calabria Ulteriore Seconda o Calabria Brezia, costituita da quattro distretti:

1. Catanzaro
2. Monteleone (oggi Vibo Valentia)
3. Nicastro (oggi nel comune di Lamezia Terme)
4. Cotrone (oggi Crotone).

## Il Regno d'Italia
Dopo l'unità d'Italia, la Calabria passò dal Regno delle Due Sicilie al Regno d'Italia.
Lo Stato italiano scelse un modello di stato accentrato per contrastare le forze disgregatrici presenti negli scomparsi stati preunitari.
La legge Ricasoli del 1865 estende a tutta l'Italia l'ordinamento piemontese e prevede quattro livelli di governo locale: il comune, il mandamento, il circondario e la provincia, vigilata da un prefetto. Nel corso degli anni vennero prima aboliti i mandamenti e successivamente i circondari.
Nel 1935, divenuto ministro dei lavori pubblici il vibonese Luigi Razza, venne emanata una legge per creare una quarta provincia in Calabria, Vibo Valentia, ma poche settimane prima della data prevista per l'elevazione a capoluogo della città, il ministro morì precipitando da un aereo ed il progetto della nuova provincia venne abbandonato.

## L'Italia repubblicana
Con la Costituzione del 1948 venne introdotto l'ente Regione, con potere legislativo e che dovrebbe svolgere un ruolo di tramite tra l'autorità statale e gli enti locali.
Tra di essi viene costituita la regione Calabria, citata nell'articolo 131 della Costituzione Italiana.
Come per le altre regioni ordinarie la sua istituzione avvenne dopo una ventina d'anni, a causa di continui rinvii, scontri e veti reciproci tra i partiti politici italiani.
La Calabria in questo periodo non aveva unità amministrativa né poteri, ma esistevano tuttavia le province e i comuni.

### L'istituzione delle regioni
Nel 1948 fu istituita una commissione parlamentare per individuare quale potesse essere il capoluogo della Calabria. Dopo un'approfondita analisi, il gruppo di lavoro concluse che era Catanzaro.
Il presidente del comitato d’indagine parlamentare fu Ezio Donatini, mentre l’estensore della relazione era Antonio Molinaroli. La relazione Donatini-Molinaroli, dopo aver esaminato a lungo la situazione delle città di Cosenza, Catanzaro e Reggio Calabria, concluse (questo è solo una parte della relazione):
La regione Calabria venne istituita, come le altre regioni a Statuto ordinario, nel 1970, e il capoluogo venne collocato a Catanzaro, anche a seguito della decisione presa dalla Commissione parlamentare "Donatini - Molinaroli".
La scelta del capoluogo fu contestata aspramente da Reggio che vi aspirava. In seguito alle contestazioni (Fatti di Reggio) e alle successive discussioni, a Reggio fu assegnato il consiglio regionale, mentre la giunta regionale e lo status di capoluogo rimasero a Catanzaro.
Nel 1992 nacquero le due nuove province di Crotone e Vibo Valentia, staccate dalla provincia di Catanzaro.
Dal 29 aprile 2009 Reggio Calabria è divenuta la decima città metropolitana dello Stato italiano.